# Just Listen to the Song
Just Listen to the Song (フツーに聞いてくれ, Futsū ni kiitekure, « Écoute moi normalement ») est un one-shot manga écrit par Tatsuki Fujimoto et dessiné par Oto Toda. Il est sorti sur le site web Shōnen Jump+ en juillet 2022.

## Publication
Écrit par Tatsuki Fujimoto et illustré par Oto Toda, le one-shot est sorti sur le site web Shōnen Jump+ de Shūeisha le 4 juillet 2022,.
Viz Media et Manga Plus ont publié le one-shot en anglais simultanément avec sa sortie japonaise,.

## Réception
Brian Salvatore de Multiversity Comics fait l'éloge de l'histoire malgré la courte durée du manga, en particulier pour la façon dont plusieurs parties sont laissées libres d'interprétation ; Salvatore fait également l'éloge des œuvres de Toda. Cependant, Salvatore estime que le manga dit parfois au lecteur quoi penser. Kazushi Shimada du site japonais Real Sound (ja) fait l'éloge du message de l'histoire sur la recherche du sens profond de l'art et des œuvres de Toda. Shimada aime également que l'histoire soit vague et ouverte à interprétation à certains moments.